# Campeonato Mundial de Clubes de Voleibol Feminino de 1992
O Campeonato Mundial de Clubes de Voleibol Feminino de 1992 foi a segunda edição do evento. Foi realizado em Jesi, Itália entre 15 a 21 de novembro com oito times, a fase de classificação ocorreu nas cidades de Fabriano, Ancona .

## Equipes participantes
As seguintes equipes foram qualificadas ou convidadas para a disputa do Campeonato Mundial de Clubes de 1992:
| Equipe                 | País           | Qualificação                                                |
| ---------------------- | -------------- | ----------------------------------------------------------- |
| Il Messaggero Ravenna  | Itália         | Campeão da Liga dos Campeões da Europa de 1991-92           |
| Brummel Ancona         | Itália         | Representante da FIPAV                                      |
| Colgate/São Caetano    | Brasil         | Campeão do Campeonato Sul-Americano de Clubes de 1992       |
| L'acqua di Fiori/Minas | Brasil         | Vice-campeão do Campeonato Sul-Americano de Clubes de 1992  |
| Uralochka Sverloszik   | CEI            | Terceiro colocado da Liga dos Campeões da Europa de 1991-92 |
| Posta Kenya            | Quênia         | Campeão do Campeonato Africano de Clubes de 1992            |
| Hitachi Musashi        | Japão          | Representante da AVC                                        |
| Chrysler Californians  | Estados Unidos | Representante da NORCECA                                    |

## Primeira fase
- Todos as partidas no horário das Jesi (UTC+02:00).

|  | Qualificados para as semifinais |
|  | Disputa do 5º ao 8º lugares     |

### Grupo A
Classificação
|     |                       |     | Jogos | Jogos | Jogos | Pontos | Pontos | Pontos | Sets | Sets | Sets  |
| Pos | Equipe                | Pts | T     | V     | D     | V      | P      | R      | V    | P    | R     |
| --- | --------------------- | --- | ----- | ----- | ----- | ------ | ------ | ------ | ---- | ---- | ----- |
| 1   | Uralochka Sverloszik  | 9   | 3     | 3     | 0     | 148    | 86     | 1.721  | 9    | 1    | 9,000 |
| 2   | Brummel Ancona        | 5   | 3     | 2     | 1     | 144    | 136    | 1.059  | 6    | 6    | 1,000 |
| 3   | Colgate/São Caetano   | 4   | 3     | 1     | 2     | 143    | 149    | 0.960  | 6    | 6    | 1,000 |
| 4   | Chrysler Californians | 0   | 3     | 0     | 3     | 85     | 149    | 0.570  | 1    | 9    | 0.111 |

| 15 nov | 00:00 | Uralochka Sverloszik | 3-1 | Colgate/São Caetano   | (13-15,15-10,15-9,15-10) | Relatório |
| 15 nov | 00:00 | Brummel Ancona       | 3-1 | Chrysler Californians | (13-15,15-3,16-14,15-5)  | Relatório |
| 16 nov | 00:00 | Uralochka Sverloszik | 3-0 | Chrysler Californians | (15-4,15-8,15-7)         | Relatório |
| 16 nov | 00:00 | Brummel Ancona       | 3-2 | Colgate/São Caetano   | (5-15,12-15,15-13,15-?)  | Relatório |
| 17 nov | 00:00 | Uralochka Sverloszik | 3-0 | Brummel Ancona        | (15-8,15-9,15-6)         | Relatório |
| 17 nov | 00:00 | Colgate/São Caetano  | 3-0 | Chrysler Californians | (15-9,15-13,15-7)        | Relatório |

### Grupo B
Classificação
|     |                        |     | Jogos | Jogos | Jogos | Pontos | Pontos | Pontos | Sets | Sets | Sets  |
| Pos | Equipe                 | Pts | T     | V     | D     | V      | P      | R      | V    | P    | R     |
| --- | ---------------------- | --- | ----- | ----- | ----- | ------ | ------ | ------ | ---- | ---- | ----- |
| 1   | Il Messaggero Ravenna  | 8   | 3     | 3     | 0     | 148    | 95     | 1.558  | 9    | 2    | 4.500 |
| 2   | L'acqua di Fiori/Minas | 5   | 3     | 2     | 1     | 174    | 128    | 1.359  | 8    | 5    | 1.600 |
| 3   | Hitachi Musashi        | 4   | 3     | 1     | 2     | 131    | 130    | 1.008  | 2    | 5    | 0.400 |
| 4   | Posta Kenya            | 0   | 3     | 0     | 3     | 35     | 135    | 0.259  | 0    | 9    | 0,000 |

| 15 nov | 00:00 | Il Messaggero Ravenna  | 3-0 | Posta Kenya            | (15-1,15-8,15-4)               | Relatório |
| 15 nov | 00:00 | L'acqua di Fiori/Minas | 3-2 | Hitachi Musashi        | (14-16,15-8,13-15,15-10,15-12) | Relatório |
| 16 nov | 00:00 | Hitachi Musashi        | 3-0 | Posta Kenya            | (15-1,15-8,15-4)               | Relatório |
| 16 nov | 00:00 | Il Messaggero Ravenna  | 3-2 | L'acqua di Fiori/Minas | (2-15,15-11,11-15,15-8,15-8)   | Relatório |
| 17 nov | 00:00 | Il Messaggero Ravenna  | 3-0 | Hitachi Musashi        | (15-6,15-6,15-13)              | Relatório |
| 17 nov | 00:00 | L'acqua di Fiori/Minas | 3-0 | Posta Kenya            | (15-1,15-1,15-7)               | Relatório |

## Fase final
- Horários UTC+02:00

|  | Semifinais             | Semifinais             |   |                      | Final                 | Final |  |
|  |                        |                        |   |                      |                       |       |  |
|  | 20 de novembro         |                        |   |                      |                       |       |  |
|  | Il Messaggero Ravenna  | 3                      |   |                      |                       |       |  |
|  | Brummel Ancona         | 0                      |   |                      |                       |       |  |
|  |                        |                        |   |                      |                       |       |  |
|  |                        |                        |   |                      | 21 de novembro        |       |  |
|  |                        |                        |   |                      | Il Messaggero Ravenna | 3     |  |
|  |                        | L'acqua di Fiori/Minas | 0 |                      |                       |       |  |
|  |                        |                        |   |                      |                       |       |  |
|  |                        |                        |   |                      |                       |       |  |
|  |                        |                        |   |                      | Terceiro lugar        |       |  |
|  | 20 de novembro         | 20 de novembro         |   | 21 de novembro       | 21 de novembro        |       |  |
|  | L'acqua di Fiori/Minas | 3                      |   | Uralochka Sverloszik | 3                     |       |  |
|  | Uralochka Sverloszik   | 1                      |   |                      | Brummel Ancona        | 2     |  |

## Semifinais
| 20 nov | 00:00 | Il Messaggero Ravenna  | 3-0 | Brummel Ancona       | (15-2,15-10,15-3)        | Relatório |
| 20 nov | 00:00 | L'acqua di Fiori/Minas | 3-1 | Uralochka Sverloszik | (15-9,12-15,15-11,15-13) | Relatório |

## Terceiro lugar
| 21 nov | 00:00 | Uralochka Sverloszik | 3-2 | Brummel Ancona | (15-8,14-16,13-15,15-9,15-1) | Relatório |

## Final
| 21 nov | 00:00 | Il Messaggero Ravenna | 3-0 | L'acqua di Fiori/Minas | (16-14,15-13,15-12) | Relatório |